# 小さな倖せ
『小さな倖せ』（ちいさなしあわせ）は、1967年2月5日に発売されたザ・ワイルドワンズの楽曲である。

## 解説
- 作詞はザ・ワイルドワンズ、作曲は加瀬邦彦である。元々ワイルドワンズ側は前作（想い出の渚）と路線の違う「夕陽と共に」を2枚目のシングルにする予定だったが、デビュー曲「想い出の渚」のヒットを受けたことや、この時メーカーの意向に反する加瀬の意向に沿ったことの対価として今回はメーカー側の意向が優先されたことにより、同路線のこの曲を、踏襲する形での3ヶ月後の発売となった。
- B面は「風よつたえて」（ザ・ワイルドワンズ 作詞、加瀬邦彦 作曲）。フォークロック系の作品である。

## 収録曲
1. 小さな倖せ(MY LITTLE HAPPINESS)
  - 作詞:ザ・ワイルドワンズ／作曲:加瀬邦彦
2. 風よつたえて
  - 作詞:ザ・ワイルドワンズ／作曲:加瀬邦彦

## カバー
小さな倖せ
- ザ・ピーナッツ - ザ・ピーナッツ・レア・コレクション（2004年）に収録。